# Erozja turystyczna

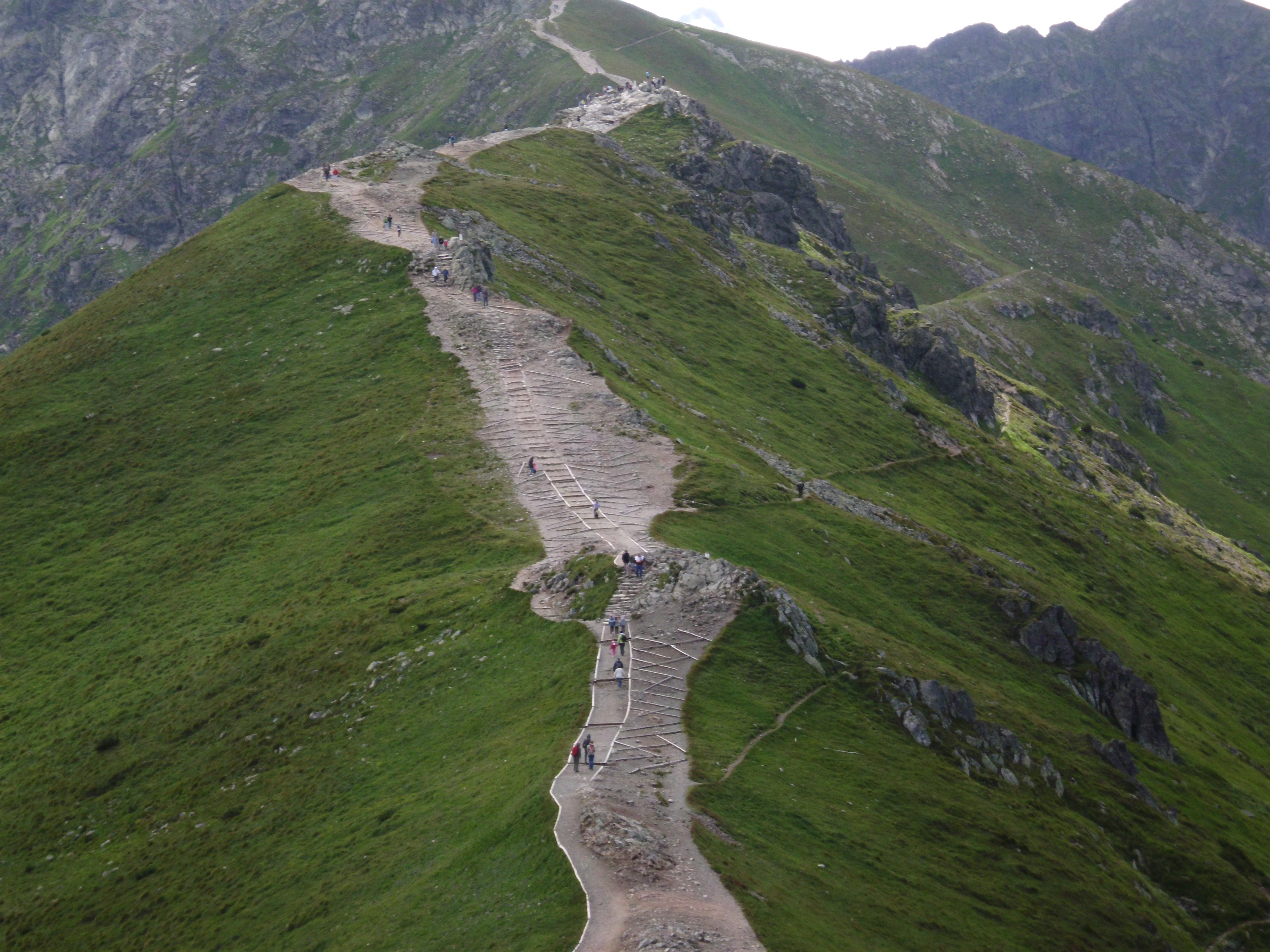
Erozja turystyczna w rejonie Kasprowego Wierchu (widoczne belki utrudniające poruszanie się poza zdegradowaną ścieżką)

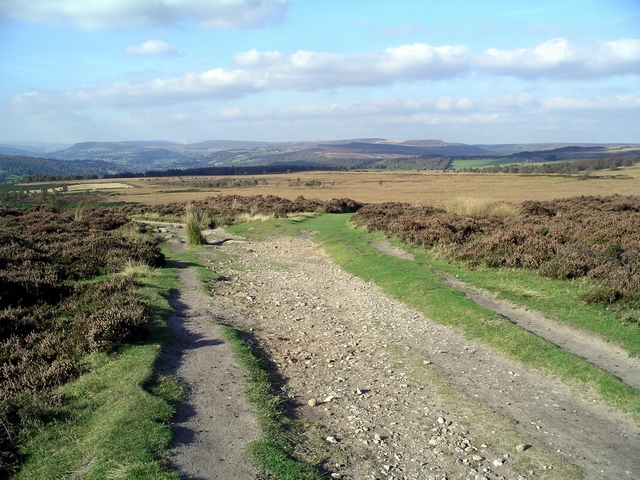
Zdegradowana trasa turystyczna do wrzosowisk Curbar Edge, niedaleko wsi Curbar w hrabstwie Derbyshire w Anglii

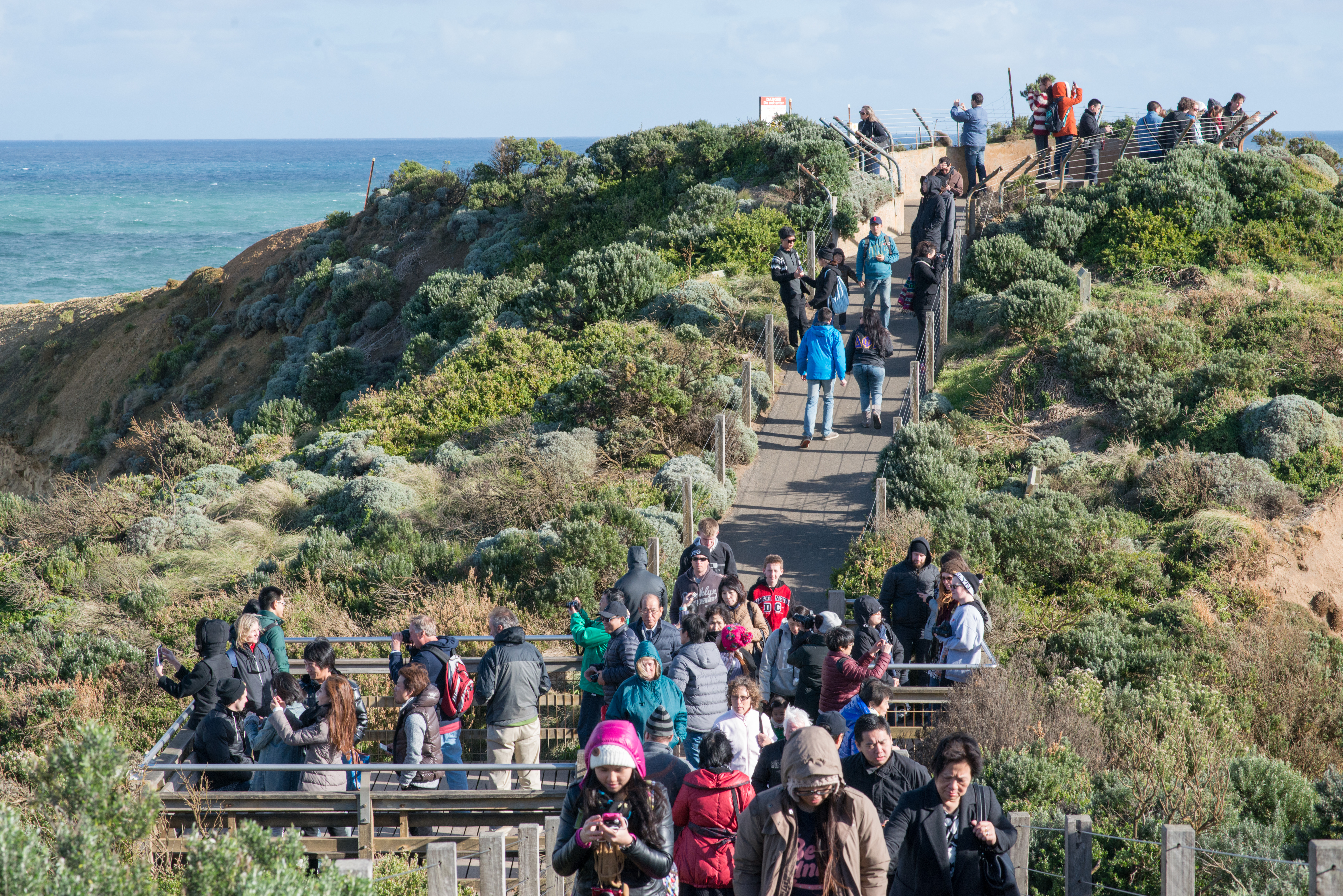
Kanalizacja ruchu turystycznego za pomocą pomostów i lin (Port Campbell National Park w Australii)

Erozja turystyczna (także: degradacja antropogeniczna, erozja antropiczna, erozja uwarunkowana turystycznie, degradacja turystyczna) – odmiana erozji stoków, grzbietów i dolin wynikająca z oddziaływania na podłoże ruchu turystycznego, pieszego, konnego czy narciarskiego (rozdeptywanie, rozjeżdżanie) przy współdziałaniu naturalnych procesów morfogenetycznych. Erozja taka może powodować znaczące zniszczenie tras, którymi przemieszczają się turyści.

## Geneza i skutki
Na skutek erozji antropicznej dochodzi do różnorodnych skutków, w tym m.in. następuje pogłębienie i poszerzanie ścieżek, którymi przemieszczają się turyści, jak również rozwijają się strefy z naruszoną, nieciągłą pokrywą roślinną. Ludzie przemierzający szlaki są czynnikiem efektywnie modelującym stoki w obrębie ścieżek. W wyniku degradacji stoków nasilają się też naturalnie postępujące procesy morfogenetyczne.
Powszechnie przyjmuje się, że jedną z istotniejszych przyczyn występowania erozji antropogenicznej jest liczba osób korzystających ze szlaków turystycznych, czy ścieżek górskich. Badania przeprowadzone przez pracowników Big South Fork National River and Recreational Area w Stanach Zjednoczonych wykazały, że erozja gleby na obszarach udostępnionych do jazdy quadami wyniosła 143,9 m³/km, na ścieżkach użytkowanych przez turystykę konną – 94,9 m³/km, a wyłącznie przez turystów pieszych 11,8 m³/km. Narciarstwo wywiera mniejszy wpływ na przekształcenia rzeźby stoków niż ruch pieszy. Wykazano, że np. na Pilsku (stok północny) do 1993, powierzchnia zerodowana w wyniku działań ratraków i kantów nart na trasach narciarskich stanowiła 30% powierzchni degradowanych, podczas gdy formy erozyjne, za które odpowiada turystyka piesza na tych samych trasach narciarskich, stanowiły 70% tych powierzchni.

## Zapobieganie
Zarządcy terenów podlegających intensywnej erozji turystycznej (np. parki narodowe, czy krajobrazowe) podejmują działania mające na celu ograniczenie jej skutków. W partiach wysokogórskich rekultywacja jest trudna do prowadzenia z uwagi na duże deniwelacje i znaczne nachylenia stoków w obrębie ścieżek. Do najczęściej stosowanych zabiegów należy stosowanie siatek i mat z tworzyw naturalnych (m.in. biodegradowalna w przeciągu dziesięciu lat juta) oraz sztucznych. Szlaki i nartostrady można posypywać ciętą słomą, obsiewać trawą, a następnie pokrywać siatkami. Innym sposobem jest pokrywanie szlaków drewnianymi stopniami, schodami, czy płytami. Umacnia się szlaki nawierzchnia kamienną. Ważne jest odwadnianie traktów. Na rozcięciach erozyjnych dokonywanych przez wodę buduje się tamy z lokalnych głazów i kamieni. Stosowane są fladry (chorągiewki), wygradzające fragmenty ścieżek, służące do ograniczenia dyspersji turystów na te miejsca. Celem eliminowania skrótów na zakosach stawiane są oporowe murki kamienne. Nadmierny ruch turystyczny kanalizować można przez schody, drabinki lub stalowe liny po obu stronach ścieżki. W każdym z przypadków maksymalizuje się udział materiału lokalnego w opisywanych rozwiązaniach.

## Badania
W Polsce badania nad erozją turystyczną prowadzono zasadniczo od połowy lat 90. XX wieku, choć już wcześniej zwracano uwagę na pewne aspekty intensywnego eksploatowania szlaków turystycznych, zwłaszcza w górach.